# Урочище Пристіни
Уро́чище Присті́ни (Пристени) — ботанічна пам'ятка природи загальнодержавного значення в Україні. Розташована у Запорізькому районі Запорізької області, на захід від села Григорівка. 
Площа 17 га. Статус присвоєно згідно з розпорядженням Ради Міністрів УРСР від 14.10.1975 року № 780-Р. Перебуває у віданні ДП «Запорізьке лісомисливське господарство». 

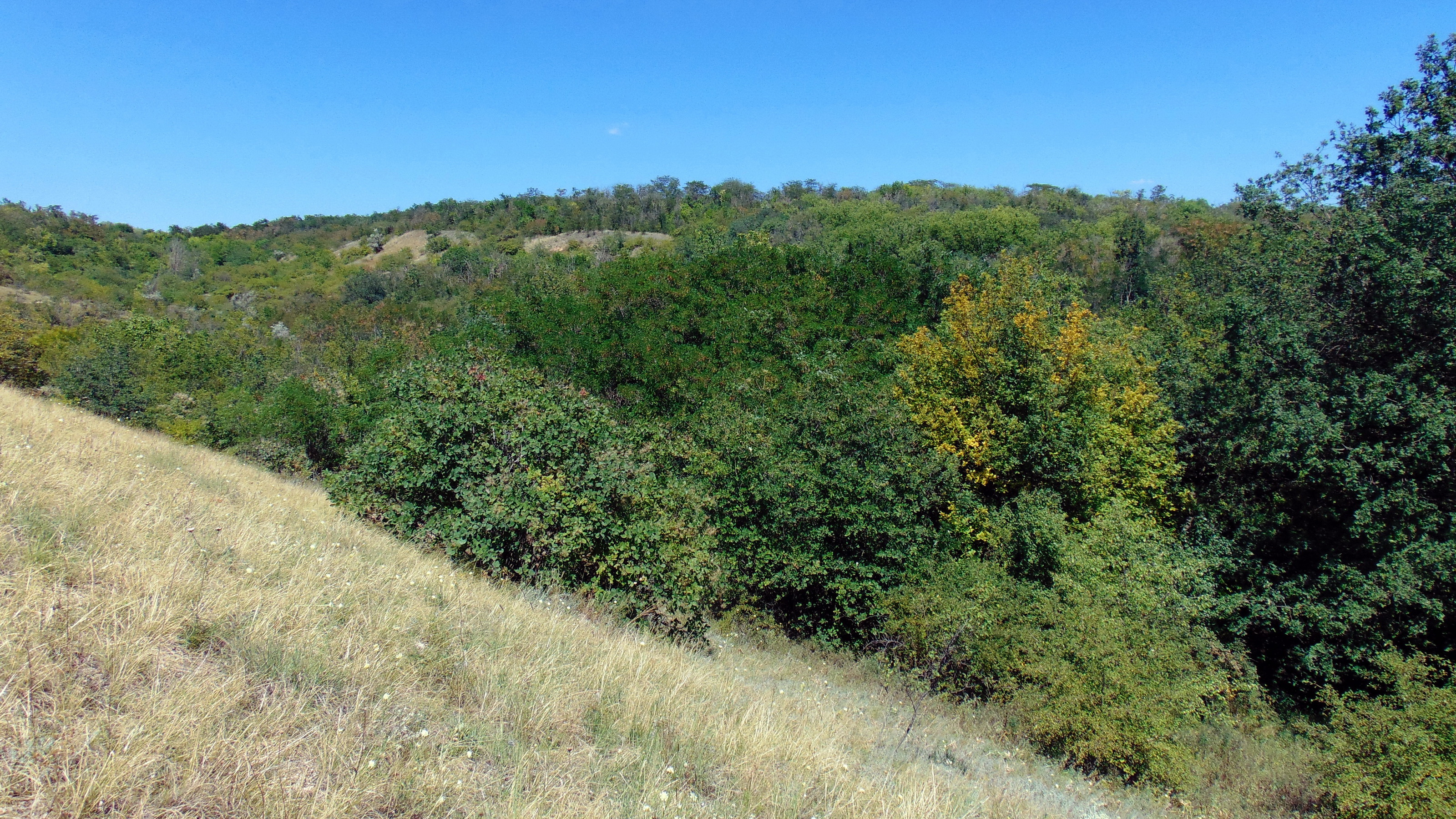
Пам'ятка природи «Урочище Пристіни»

Пам'ятка природи належить до переліку природно-заповідних територій, особливо важливих для збереження біорізноманіття Запорізької області.
Статус присвоєно для збереження ділянки на правому березі річки Кінської, розчленованої ярами. У багатому флористичному складі налічує близько 320 видів трав'янистих рослин, серед яких є релікти й ендеміки. З рідкісних рослин трапляються 12 видів, зокрема горицвіт весняний, а також цимбохазма дніпровська, ковила Лессінга, ковила волосиста і ковила пірчаста, тюльпан змієлистий, занесені до Червоної книги України. Схили ярів поросли мішаним лісом, почасти штучно створеним. 
З тварин водяться сарна європейська, лисиця звичайна, свиня дика, заєць-русак, чапля сіра, куріпка, синиця велика тощо. 
На території урочища розташоване Синє (Панське) озеро.